# أوليانوبوليس
أوليانوبوليس بلدية في ولاية بارا في المنطقة الشمالية من البرازيل.